# Аксуєк
Аксує́к (каз. Ақсүйек) — село у складі Мойинкумського району Жамбильської області Казахстану. Адміністративний центр та єдиний населений пункт Аксуєцької сільської адміністрації.
До 27 червня 2013 року село мало статус селища.
Населення — 839 осіб (2021; 1231 у 2009, 1564 у 1999, 6484 у 1989).